# 西丽草
西丽草（學名：Hesperocallis undulata）又名夕麗花，是西丽草属的唯一物種，屬天門冬目天門冬科，曾被獨自歸類於西丽草科（Hesperocallidaceae），分布在北美洲西南部的沙漠地带。
以前的分类法一直将这个植物分在百合科中，2003年根据基因亲缘关系分类的APG II 分类法将其单独列为一个科，但仍然认为可以选择性地和天门冬科或龍舌蘭科合并。APG III正式將本屬歸類於天門冬科，置於龍舌蘭亞科之下。